# أحمد المستظهر بالله
أمِيرُ اَلْمُؤْمِنِين وَخَلِيفَةُ المُسْلِمِين أبُو العَبَّاس أحمَد المُسْتَظْهِر بالله بن عَبدُ الله المُقْتَدي بن مُحَمَّد ذخيرةُ الدين بن عَبدُ الله القائم بن أحمَد القادِر بن إسْحاق بن جَعْفَر المُقْتَدر اَلْعَبَّاسِي اَلْهَاشِمِيِّ اَلْقُرَشِيِّ (470 - 512 هـ / 1078 - 1118 م)، المعرُوف اختصارًا باسم المُسْتَظْهِر أو المُسْتَظْهِر بالله، هو الخليفة الثَّامِن والعُشْرُون من خُلفاء بَني العبَّاس.
بويع المُسْتَظهِر بالخلافة في منتصف محرم سنة 487هـ بعد أبيه وله ستَّ عشرة سنة وثلاثة أشهر. فكان أول من بايعه الوزير أبو منصور بن جهير، ثم أخذت البيعة له من الملك ركن الدولة بركيارق بن السلطان ملكشاه ثم من بقيَّة الأمراء والرُّؤساء وصلى على الخليفة الأمراء والوزراء، ومن العلماء حضر الغزالي والشاشيُّ وابن عقيل وبايعوه يوم ذلك.
قال فيه ابن الأثير:(كان لين الجانب كريم الأخلاق يحب اصطناع الناس ويفعل الخير ويسارع إلى أعمال البر حسن الخط جيد التوقيعات لايقاربه إليها أحد، يدل على فضل غزير وعلم واسع، سمحا، جوادا، محبا للعلماء والصلحاء، ولم تصف له الخلافة بل كانت أيامه مضطربة كثيرة الحروب وقتل في عهده أحمد خان صاحب سمرقند المتزندق والسلطان أرغون بن ألب أرسلان وانتشرت في أيامه الدعوة الباطنية وكذلك احتلت بيت المقدس من قبل الفرنجة الصليبين ولقد قتلوا يومها 70 الف مسلم ومسيحي ويهودي وكانت وفاة المستظهر يوم الأربعاء 23 ربيع الآخر سنة 512 هجرية (14 أغسطس 1118م).

## خلافة المستظهر بالله

### عزل الوزير أبو منصور بن جهير
كانت الدنيا والعراق خاصة في أيامه هادئة والعين نائمة وأمور دولته مستقيمة، وفوض المستظهر أمور الخلافة إلى وزيره أبي منصور «عميد الدولة» ابن جهير فدبَّرها له أحسن تدبير، ومَهَّد الأمور أتم تمهيد، وساس الرعايا، وكان من خيار الوزراء، إلا أنه احتقد على عميد الدولة بن جهير أشياء كان يعامله بها أيام أبيه، فحين أفضت الخلافة إليه أقرّه على الوزارة ثم قبض عليه سنة 493 هـ، بعد ذلك وأدخله حمّاما وسمّر عليه حتى مات فيه، وحين فتحوه رأوه ميتا وقد وضع أنفه على مسيل الماء كأنه يستنشق منه الهواء فنقلوه من الحمّام إلى مكان آخر وألبسوه ثيابا وأدخلوا عليه جماعة من القضاة والمعدلين حتى يشهدوا بما رأوا من حاله وأنه لا أثر فيه وأنه مات حتف أنفه، ودخل في الجملة أخواه، الزعيم والكافي، فصاح الكافي: يا أخى يا أبا منصور! قتلوك أو متّ؟ كذا يردّدها دفعات ثم التفت إليهم وقال: ما أراه يجيبني؟ فصفع مكانه بالنّعال، فيقال: إن خمس مائة خادم خلعوا مداساتهم وخفافهم وصفعوه بها فوقع ميتا، ولم يعهد قبله من مات هذه الموتة. وكان الناس يقولون: قتل الكافي قتل العقارب. وأما الزعيم فما زاد على أنه بكى وقال: يرحمك الله يا أبا منصور، ما زالت بك المراقبة حتى قتلتك. وحكى الزعيم للناس في تلك الساعة قال: هذا أخى من أمى وأبى ونحن مشايخ والله ما رأيت قدمه مكشوفة إلى ساعتي هذه. وحمله وواراه ودفنه في تربته المعروفة به في شارع قراح بن رزين. واستوزر الخليفة السديد أبا المعالي العارض لجيش السلطان ملك شاه ولقّبه «عضد الدين» ولم يكن له أمر وإنما كان يدبّر الأمور ولىّ الدولة أبو المعالي ابن المطّلب، صاحب ديوان الزمام.

### الحرب بين الأخوين بركيارق ومحمد
توالت هزائم بركيارق من أخيه محمد وسنجـر بخراسـان، فلما انهزم بركيارق صار إلى خورستان واجتمع عليه أصحابه ثم أتى عسكر مكرم وكثر جمعه ثم سار إلى همذان فلحق به الأمير إياز ومعه خمسة آلاف فارس وسار أخوه محمد إلى قتاله واقتتلوا وهو المصاف الثاني واشتد القتال بينهم طول النهار فانهزم محمد وعسكره وأسر مؤيد الملك بن نظام الملك وزير محمد وأحضر إلى السلطان بركيارق فوافقه على ما جرى منه في حق والدته وقتله السلطان بركيـارق بيـده وكـان عمـر مؤيـد الملك لما قتل قريب خمسين سنة ثم سار السلطان بركيارق إلى الري وأما محمد فإنه هرب إلى خراسان واجتمع بأخيه سنجر وتحالفا واتفقا وجمعا الجموع وقصدا أخاهما بركيارق وكان بالري فلما بلغه جمعهما سار من الري إلى بغـداد وضاقـت الأموال على بركيارق فطلب من الخليفة مالاً وترددت الرسل بينهما فحمل الخليفة إليه خمسين ألف دينار ومد بركيارق يده إلى أموال الرعية ومرض وقوي به المرض وأما محمد وسنجر فإنهما استوليا على بلاد أخيهما بركيارق وسارا في طلبه حتى وصلا إلى بغداد وبركيارق مريض وقد أيس منه فتحول إلى الجانب الغربي محمولاً ثم وجد خفة فسار عن بغداد إلى جهة واسط ووصل السلطان محمد وأخوه سنجر إلى بغداد فشكى الخليفة المستظهر إليهما سوء سيرة بركيارق وخطب لمحمد.
كان بركيارق بواسط ومحمد ببغداد، فلما سار محمد عن بغـداد سـار بركيـارق مـن واسط إليه والتقوا بروذراور وكان العسكران متقاربين في العدة فتصافوا ولم يجر بينهما قتال ومشى الأمراء بينهما في الصلح فاستقرت القاعدة على أن يكون بركيـارق هـو السلطان ومحمد هو الملـك ويكـون لمحمـد مـن البلاد أذربيجـان وديـار بكـر والجزيـرة والموصـل وحلف كل واحد منهما لصاحبه وتفرق الفريقان من المصاف، ثـم انتقـض الصلـح وسـار كـل منهمـا إلـى صاحبـه واقتتلـوا عنـد الـري وهو المصاف الرابـع فانهـزم عسكـر محمـد ونهبـت خزانتـه ومضى محمد في نفر يسير إلى أصفهان وتتبع بركيارق أصحاب أخيه محمد فأخذ أموالهم ثم سار بركيارق فحصر أخاه محمداً بأصفهان وضيـق عليـه وعدمـت الأقـوات في أصفهان ودام الحصار على محمد، فخرج من أصفهان هارباً مستخفياً وأرسل بركيارق خلفه عسكراً فلم يظفروا به ثم رحل بركيارق عن أصفهان وسار إلى همذان.
ثم دخلت سنة 496 هـ، فـي هـذه السنـة فـي جمـادى الآخرة كان المصاف الخامس بين الأخوين بركيارق ومحمد ابني ملكشاه فانهزم عسكر محمد أيضاً وكانت الوقعة على باب خري وسار بركيارق بعد الوقعة إلى جبل بين مراغة وتبريز كثير العشب والماء فأقاما به أيام ثـم سـار إلـى زنجـان وأمـا محمـد فسـار إلى أرجيش على أربعين فرسخاً من موضع الوقعة وهي من أعمال خلاط ثم سار من أرجيش إلى خلاط.

### الصلح بين بركيارق ومحمد
وفي 497 هـ في ربيع الأول وقع الصلح بين بركيارق ومحمد وكان بركيارق حينئذ بالري والخطبة له بها وبالجبل وطبرستان وفارس وديار بكر وبالجزيرة والحرمين الشريفين وكان محمد بأذربيجـان والخطبـة لـه بهـا وببلاد سنجر فإنه كان يخطب لشقيقه محمد إلى ما وراء النهر ثم إن بركيارق ومحمداً تراسلاً في الصلح واستقر بينهما وحلفا على ذلك في التاريخ المذكور وكان الصلح على أن لا يذكر بركيارق في البلاد التي استقرت لمحمد وأن لا يتكاتبا بل تكون المكاتبة بين وزيريهما وأن لا يعارض العسكر في قصد أيهما شاء وأما البلاد التي استقرت لمحمد ووقع عليها الصلح فهي: من النهر المعروف باسبيدز إلى باب الأبواب وديار بكر والجزيرة والموصل والشام ويكون له من العراق بلاد صدقة بن مزيد ولما وصلت الرسل إلى المستظهر الخليفـة بالصلح وما استقر عليه الحال خطب لبركيارق ببغداد وكان شحنة بركيارق ببغداد أيلغازي بن أرتق.
ثم دخلت سنة 498 هـ، فـي هـذه السنة ثاني ربيع الآخر توفي السلطان بركيارق وكـان مرضـه السـل والبواسيـر وكـان بأصفهـان فسـار طالبـاً بغـداد فقوي به المرض في بروجرد فجمع العسكر وحلفهم لولده ملكشاه وعمره حينئذ أربع سنين وثمانية أشهر وجعل الأمير أياز أتابكه فحلف العسكر له وأمرهم بالمسير إلى بغداد وتوفي بركيارق ببروجرد ونقل إلى أصفهان فدفن بها في تربة عملتها له سريته ثم ماتت عن قريب فدفنـت بإزإئـه. وكـان عمـر بركيـارق خمساً وعشرين سنة وكانت مدة وقوع السلطنة عليه اثنتي عشرة سنة وأربعة أشهـر وقاسـى مـن الحـروب واختلاف الأمـور عليـه مـا لـم يقاسـه أحـد واختلفـت بـه الأحـوال بيـن رخـاء وشـدة وملـك وزوالـه وأشـرف عـدة مرات على ذهاب مهجته في الأمور التي تقلبت به ولما استقام أمره وأطاعه المخالفون أدركته منيته واتفق أنه كلما خطب له ببغداد وقع فيها الغلاء وقاسى من طمع أمرائه فيه شدائد حتى إنهم كانوا يحضرون نوابه ليقتلوهم وكان صابراً حليماً كريماً حسن المداراة كثير التجاوز ولما مات بركيارق سار أياز بالعسكر ومعه ملكشاه بن بركيارق ودخلوا بغداد سابع عشر ربيع الآخر مـن هـذه السنـة وخطب لملكشاه بجوامع بغداد على قاعدة أبيه بركيارق. فلما بلغ محمداً موت أخيه بركيارق سار إلى بغداد ونزل بالجانب الغربي وبقي أياز وملكشاه بالجانب الشرقي وجمع أياز العسكر لقتال محمد ثم إن وزير أياز أشار عليه بالصلح ومشى بينهمـا واتفـق الصلـح وحضـر الكيـا الهراس مدرس النظامية والفقهاء وحلفوا محمد الأياز وللأمراء الذين معه وحضر أياز والأمراء إلى عند محمد وأحضروا ملكشـاه فأكرمـه وأكرمهـم وصارت السلطنة لمحمد وكان ذلك لسبع بقين من جمادى الأولى من هذه السنة واستمر الأمر على ذلك إلى ثامن جمادى الآخرة فعمل أياز دعوة عظيمة للسلطان محمد في داره ببغداد فحضر إليه وقدم له أياز أموالاً عظيمة وفي ثالث عشر جمادى الآخرة طلب السلطان أيازاً وأوقـف لـه فـي الدهليـز جماعـة فلما دخل ضربوه بسيوفهم حتى قتلوه وكان عمر أياز قد جاوز أربعين سنة وهو من جملة مماليك السلطان ملكشاه وكان غزير المروة شجاعاً وأمسك الصفي وزير أياز وقتل في رمضان وعمره ست وثلاثون سنة وكان من بيت رئاسة بهمذان.

### حدث في عهده
- في سنة 487هـ من أيامه مات المستنصر العبيدي صاحب مصر وقام بعده ابنه المستعلي أحمد. وفيها أخذت الروم بلنسية. وفيها عزل الخليفة أبا بكر الشاشيِّ عن القضاء وفوضه إلى أبي الحسن بن الدامغاني، وفي السنة نفسها وقعت فتنة بين السنة والروافض فأحرقت محال كثيرة وقتل ناس كثيرون.[4]
- في سنة 488هـ قتل أحمد خان صاحب سمرقند لأنه ظهر منه الزندقة فقبض عليه الأمراء وأحضروا الفقهاء فأفتوا بقتله فقتل وملكوا ابن عمه. وعزل المستظهر السديد أبا المعالي، ابن المطّلب، صاحب ديوان الزمام واستوزر الزعيم أبا القاسم عليّ بن فخر الدولة ولقّبه «قوام الدين».
- في سنة 489هـ اجتمعت الكواكب السبعة سوى زحل في برج الحوت فحكم المنجمون بطوفان يقارب طوفان نوح فاتفق أن الحجاج نزلوا في دار المناقب فأتاهم السيل غرق أكثرهم.[5]
- في سنة 490هـ قتل السلطان أرسلان أرغون بن ألب أرسلان السلجوقي صاحب خراسان فتملكها السلطان بركياروق ودانت له البلاد والعباد. وفيها خطب للعبيدي بحلب وإنطاكية والمعرة وشيزر شهراً ثم أعيدت الخطبة العباسية. وفيها جاءت الفرنج فأخذوا نيقية وهو أول بلد أخذوه ووصلوا إلى كفر طاب واستباحوا تلك النواحي فكان هذا أول مظهر الفرنج بالشام قدموا في بحر القسطنطينية في جمع عظيم وانزعجت الملوك والرعية وعظم الخطب فقيل: إن صاحب مصر لما رأى قوة السلجوقية واستيلاءهم على الشام كاتب الفرنج يدعوهم إلى المجيء إلى الشام ليملكوها وكثر النفير على الفرنج من كل جهة.
- في سنة 491 هـ ملك الإفرنج مدينة إنطاكية بعد حصار شديد، بمواطأة بعض المستحفظين على بعض الأبراج، وهرب صاحبها ياغي سيان في نفر يسير، وترك بها أهله وماله، ثم إنه ندم في أثناء الطريق ندما شديدا على ما فعل، بحيث أنه غشي عليه وسقط عن فرسه، فذهب أصحابه وتركوه، فجاء راعي غنم فقطع رأسه وذهب به إلى ملك الفرنج، ولما بلغ الخبر إلى الأمير كربوقا صاحب الموصل جمع عساكر كثيرة، واجتمع عليه دقاق صاحب دمشق، وجناح الدولة صاحب حمص، وغيرهما، وسار إلى الفرنج فالتقوا معهم بأرض إنطاكية فهزمهم الفرنج، وقتلوا منهم خلقا كثيرا، وأخذوا منهم أموالا جزيلة.[6]
- في سنة 492هـ انتشرت دعوة الباطنية بأصبهان. وفيها أخذت الفرنج بيت المقدس بعد حصار شهر ونصف وقتلوا به أكثر من سبعين ألفاً منهم جماعة من العلماء والعباد والزهاد وهدموا المشاهد وجمعوا اليهود في الكنيسة وأحرقوها عليهم وورد المستنفرون إلى بغداد فأوردوا كلاماً أبكى العيون واختلفت السلاطين فتمكنت الفرنج من الشام.[7] وفيها خرج محمد بن ملكشاه على أخيه السلطان بركياروق فانتصر عليه فقلده الخليفة ولقبه غياث الدنيا والدين وخطب له ببغداد ثم جرت بينهما عدة وقعات. وفيها نقل المصحف العثماني من طبرية إلى دمشق خوفاً عليه وخرج الناس لتلقيه فآووه في خزانة بمقصورة الجامع.
- في سنة 494هـ كثر أمر الباطنية بالعراق وقتلهم الناس واشتد الخطب بهم حتى كانت الأمراء يلبسون الدروع تحت ثيابهم وقتلوا الخلائق منهم الروياني صاحب البحر. كما عظم الخطب بأصبهان ونواحيها بالباطنية فقتل السلطان منهم خلقا كثيرا، وأبيحت ديارهم وأموالهم للعامة، ونودي فيهم: إن كل من قدرتم عليه منهم فاقتلوه وخذوا ماله، وكانوا قد استحوذوا على قلاعٍ كثيرة، وكان الذي ملكها الحسن بن صباح، أحد دعاتهم، وكان قد دخل مصر وتعلم من الزنادقة الذين بها.[8] وفي تلك السنة أخذ الفرنج بلد سروج وحيفا وأرسوف وقيسارية.
- في سنة 495هـ مات المستعلي صاحب مصر وأقيم بعده الآمر بأحكام الله منصور وهو طفل له خمس سنين.
- في سنة 496هـ جرت فتن للسلطان فترك الخطباء الدعوة للسلطان واقتصروا على الدعوة للخليفة لا غير.[9]
- في سنة 497هـ وقع الصلح بين محمد وبركياروق وسببه أن الحروب لما تطاولت بينهما وعم الفساد وصارت الأموال منهوبة والدماء مسفوكة والبلاد مخربة والسلطنة مطموعاً فيها وأصبح الملوك مقهورين بعد أن كانوا قاهرين دخل العقلاء بينهما في الصلح وكتبت العهود والأيمان والمواثيق وأرسل الخليفة خلع السلطنة إلى بركياروق وأقيمت له الخطبة ببغداد.وتوفي الملك دقاق بن تتش صاحب دمشق.[10]
- في سنة 498هـ مات السلطان بركياروق فأقام الأمراء بعده ولده جلال الدولة ملكشاه وقلده الخليفة وخطب له ببغداد وله دون خمس سنين فخرج عليه عمه محمد واجتمعت الكلمة عليه فقلده الخليفة وعاد إلى أصبهان سلطاناً متمكناً مهيباً كثير الجيوش. وفيها كان ببغداد جدري مفرط مات فيه خلق من الصبيان لا يحصون وتبعه وباء عظيم.
- في سنة 499هـ ظهر رجل بنواحي نهاوند فادعى النبوة وتبعه خلق فأخذ وقتل.[11]
- في سنة 500هـ أخذت قلعة أصبهان التي ملكها الباطنية وهدمت وقتلوا وسلخ كبيرهم وحشي جلده تبناً فعل ذلك السلطان محمد بعد حصار شديد فلله الحمد.[12]
- في سنة 501هـ رفع السلطان الضرائب والمكوس ببغداد وكثر الدعاء له وزاد في العدل وحسن السيرة. كما استوزر السلطان محمد بن ملك شاه أحمد بن نظام الملك ولقّبه «قوام الدين» وهو لقب أبيه فنقل الخليفة لقب وزيره الزعيم من قوام الدين إلى «مجير الدين».[3]
- في سنة 502هـ عادت الباطنية فدخلوا شيرز على حين غفلة من أهلها فملكوها وملكوا القلعة وأغلقوا الأبواب وكان صاحبها خرج يتنزه فعاد وأبادهم في الحال وقتل فيها شيخ الشافعية الروياني صاحب البحر قتله الباطنية في بغداد.
- في سنة 503هـ أخذت الفرنج طرابلس بعد حصار سنين.[13]
- في سنة 504هـ عظم بلاء المسلمين بالفرنج وتيقنوا استيلاءهم على أكثر الشام وطلب المسلمون الهدنة فامتنعت الفرنج وصالحوهم بألوف دنانير كثيرة فهادنوا ثم غدروا. وفيها هبت بمصر ريح سوداء مظلمة أخذت بالأنفاس حتى لا يبصر الرجل يده ونزل على الناس رمل وأيقنوا بالهلاك ثم تجلى قليلاً وعاد إلى الصفرة وكان ذلك من العصر إلى ما بعد المغرب. وفيها كانت ملحمة كبيرة بين الفرنج وبين ابن تاشفين صاحب الأندلس نصر فيها المسلمون وقتلوا وأسروا وغنموا ما لا يعبر عنه وبادت شجعان الفرنج.
- في سنة 505هـ عُزل أحمد بن نظام الملك عن الوزارة ورتّب الخطير محمد بن أحمد مكانه.[3]
- في سنة 507هـ جاء مودود صاحب الموصل بعسكر ليقاتل ملك الفرنج الذي بالقدس فوقع بينهم معركة هائلة ثم رجع مودود إلى دمشق فصلى الجمعة يوماً في الجامع وإذا بباطني وثب عليه فجرحه فمات من يومه[14] فكتب ملك الفرنج إلى صاحب دمشق كتاباً فيه: «وإن أمة قتلت عميدها في يوم عيد في بيت معبودها لحقيق على الله أن يبيدها».[15][16]
- في سنة 511هـ جاء سيل عرم غرق سنجار وسورها وهلك خلق كثير حتى إن السيل أخذ باب المدينة فذهب به عدة فراسخ واختفى تحت التراب الذي جره السيل وظهر بعد سنين وسلم طفل في سرير له حمله السيل فتعلق السرير بزيتونة وعاش وكبر. وفيها مات السلطان محمد وأقيم بعده ابنه محمود وله أربع عشرة سنة.
- في سنة 512 هـ بعد أن توفي المستظهر بالله، بويع للمسترشد بالله له بالخلافة، وخطب له على المنابر، وقد كان ولي العهد من بعده مدة ثلاث وعشرين سنة.[17]

## موقف المستظهر بالله بالإمام الغزالي
إن خير كتاب يعطينا صورة لموقف الإمام الغزالي من الخليفة المستظهر بالله هو كتابه «فضائح الباطنية وفضائل المستظهرية»، والغزالي ألف هذا الكتاب بناء على طلب المستظهر نفسه حتى يرد به على عقيدة الباطنية، والباب التاسع من الكتاب خصصه الغزالي بأكمله لإقامة البراهين الشرعية على أن الإمام الحق القائم بالحق الواجب على الخلق طاعته هو الإمام المستظهر، كما بيَّن أنه يجب على علماء الدهر الفتوى على البت والقطع بوجوب طاعته على الخلق ونفوذ أقضيته بمنهج الحق وصحة توليته للولاة وتقليده للقضاة وأنه خليفة الله على الخلق وأن طاعته على جميع الخلق فرض، وهذا الباب يمتد من الصفحة 169 إلى الصفحة 225، وهو من أوله إلى آخره دعوه لطاعة المستظهر وللالتفاف حول منصب الخلافة، وقد أورد صفات الإمام وواجباته السياسية والدينية.
ونلاحظ أن الإمام الغزالي رمى بثقله الفكري والثقافي والعقائدي لدعم مشروعية الخلافة العباسية والخليفة المستظهر وذلك ليقينه من الخطر الباطني الذي يريد إسقاط المرجعية العباسية وتثبيت الشرعية الفاطمية الباطنية تحت شعار الانتساب زورًا لأهل البيت فكرًا ونسبًا. وعلم الغزالي أنه إذا تمَّ هذا الأمر فإن في ذلك ضياع الدولة السنية، لذلك رمى بثقله للحفاظ على الشرعية السنية العباسية أمام المد الباطني.

## صراع سلاطين السلاجقة وموقف المستظهر بالله منهم
رغم العلاقة الحسنة التي كانت قائمة بين المستظهر وسلاطين السلاجقة فإنه لم يتمكن من تحقيق أي نوع من الاستقلال ولو في إدارة شؤون مدينة بغداد الداخلية، كما أنه وقف متفرجًا أمام النزاعات العنيفة التي عصفت بوحدة البيت السلجوقي ولم ينتهز الفرصة السانحة كي يحقق لنفسه شيئًا من القوة والسيادة، إلا أن هيبته قويت في عهد السلطان محمد بن ملكشاه، واغتنم المستظهر فرصة الصفاء والاحترام القائمة بينه وبين السلطان محمد فأراد أن يوثق صلته أكثر فأكثر بالبيت السلجوقي، فأرسل سنة 502هـ إلى السلطان يطلب أخته تركان خاتون الثانية بنت ملكشاه زوجةً له، فاستقبل طلبه بالترحاب وتحولت العلاقة بين السلطان محمد والخليفة إلى نوع من المحبة والمودة انعكست آثارها علي حياة الناس ببغداد، رفاهية ورخاء وازدهارًا.

## موقف المستظهر بالله من الحملات الصليبية
واجهت الخلافة العباسية في عهد المستظهر خطرين داهمين: الخطر الأول جاء من الشرق على يد الحركة الباطنية التي صممت على مناهضة الخلافة العباسية عسكريًا وفكريًا. والخطر الثاني جاء من الغرب وقد أحدثته الحركة الصليبية التي استهدفت احتلال الشرق وتخليص بيت المقدس من أيدي المسلمين.
حدثت الحروب الصليبية في وقت كان فيه المشرق الإسلامي يعاني من شر الانقسامات السياسية والمذهبية، فالسلطنة السلجوقية تتصارع مع الخلافة الفاطمية المصرية، وكانت بلاد الشام مسرحًا أساسيًا لسباق السيطرة بين الطرفين، وأما على صعيد دولة السلاجقة الذاتي فالأمر كان أدهى وأمر، فقد غرق سلاطين الدولة السلجوقية بعد وفاة ملكشاه في حروب مدمرة حول عرش السلطنة، وهذه الحروب أتت على الأخضر واليابس، مما ترك المجال واسعًا أمام أعداء السلطنة في الداخل والخارج، وكانت فرصة مناسبة للصليبيين الذين سيطروا على سواحل بلاد الشام بدون مقاومة تذكر، هذا التفكك الذي أصاب الدولة السلجوقية كان من أكبر عوامل نجاح الحملات الصليبية.

## علاقة المستظهر بالله بدولة المرابطين
كانت الخلافة الفاطمية في مصر والسلطنة السلجوقية في إيران في تنافس مستمر من أجل السيطرة على البلاد الإسلامية، ونفوذ المستظهر الديني مرتبط بامتداد حكم السلاجقة السنيين. أما في الشمال الإفريقي، فقد سيطر المرابطون على مراكش وسواحل الأطلسي ثم على بلاد الأندلس بعد معركة الزلاقة سنة 479هـ، وتمكن يوسف بن تاشفين من إقامة دولة قوية متشعبة الأطراف، هذه الدولة رفضت أن تعطي ولاءها للخليفة الفاطمي بالقاهرة بسبب اعتناقه المذهب الشيعي وهم سنيون حريصون على انتمائهم للخلافة العباسية، وهذه محمدة كبيرة تحسب للمرابطين وتفيدنا درسًا مهمًا وهو أن الأخوة في الدين والعقيدة الإسلامية والسعي لإيجاد علاقات حميمة فيها تعاون على البر والتقوى، وحرصًا على وحدة الأمة.
لذلك أراد يوسف بن تاشفين أن يتقرب من الخليفة العباسي، ويأخذ منه البيعة كي يتصف حكمه بالصفة الشرعية، وحتى تصبح طاعته على الكافة واجبة، وهذا الرأي أشار به فقهاء المغرب، وقبل أن يبادر أمير المرابطين إلى الاتصال بالمستظهر نفذ في بلاده عدة خطوات؛ فقد نقش المرابطون اسم الخليفة العباسي على السكة وكانت نقودهم تحمل «عبد الله» ويقصد به الخليفة العباسي حتى لا تتغير السكة بتغير الخلفاء العباسيين، ويدل على ذلك الرسالة التي بعث بها علي بن يوسف بن تاشفين إلى المستظهر ذاكرًا لفظة «عبد الله» مع أن اسم الخليفة «أحمد». وبعد أن اتسعت دولة المرابطين رأى زعماؤها أن يتخذ أميرهم يوسف بن تاشفين لقب «أمير المؤمنين»، ولكنه رفض هذا الاقتراح تقربًا إلى خلفاء بني العباس، واحترامًا لهم وقال: «حاشا لله أن نتسمى بهذا الاسم، وإنما يتسمى به خلفاء بني العباس لكونهم من تلك السلالة الكريمة، ولأنهم ملوك الحرمين مكة والمدينة وأنا رجلهم والقائم بدعوتهم».
ثم اتخذ المرابطون السواد - شعار العباسيين- شعارًا لهم في ملابسهم وراياتهم، وخطبوا للخليفة العباسي على منابر بلادهم وبعد ذلك أرسل يوسف بن تاشفين بعثة إلى المستظهر سنة 498هـ تحمل إليه البيعة والهدايا وكتابًا يذكر فيه البلاد التي فتحها وحروبه مع الفرنج، ثم طلبت البعثة من الخليفة أن يعضد ليوسف بن تاشفين على المغرب والأندلس وما يفتحه بالمستقبل بسيف أمير المؤمنين، فأجابه المستظهر لما أراد ولقبه «بأمير المسلمين وناصر الدين» وسير معه الخلع واللواء، وكتب له عهدًا بذلك، كما أن الإمام الغزالي والقاضي الطرطوشي، أرسلا إليه خطابًا يحثانه على خدمة الإسلام ويفتيانه في ملوك الطوائف.
وبعد وفاة يوسف بن تاشفين سنة 500هـ، ملك ابنه علي بن يوسف بن تاشفين الذي واصل سياسة والده في موالاة الخليفة العباسي ومناصرة الشريعة الإسلامية، وفي سنة 512هـ أرسل إليه المستظهر مرسومًا، جوابًا عن رسالة سابقة يطلب فيها عهدًا من المستظهر، وتبدأ الرسالة بحمد الله وشكره والصلاة والسلام على محمد بن عبد الله ﷺ الذي حمل الدعوة الإسلامية، فأنقذ الأمة من الضلال وأنار القلوب وأعز الدين، ثم الصلاة على العباس عم الرسول ﷺ وذريته، ثم يذكر مواهب الله على أمير المسلمين الذي يحكم بالعدل ويحرص على مصلحة الرعية ويرد عنها نوائب الأيام، ثم يدعو بالنصر والظفر لجيوشه على أعدائهم، يوافقه على جهاد الكفرة والتوسع في البلاد المحاذية لمملكته، ثم يأمره أن يتخذ القرآن والسنة ويتمسك بالتقوى وأن يثابر على الجهاد ضد الأعداء، وأن يدعو لأمير المؤمنين على منابر دولته أن يكون ظاهرًا وظافرًا ثم يختمها بالسلام عليه وعلى أهل الطاعة، وبقيت دعوة بني العباس قائمة في المغرب حتى انقطعت دولة المرابطين.

## وصف المستظهر بالله
كان المستظهر موصوفًا بالسخاء والجود ومحبة العلماء وأهل الدين، والتفقد للمساكين، مع الفضل والنبل والبلاغة، وعلوَّ الهمّة، وحسن السيرة، وكان رضيَّ الأفعال، سديد الأقوال، راغبًا في البر والخيرات مسارعًا إلى ذلك، لا يردُّ سائلًا، وكان جميل المعاشرة لا يُصغى إلى أقوال الوشاة في الناس ولا يثق بالمباشرين، قد ضبط أمور الخلافة جيدًا، وأحكمها وعرفها وعلمها، ولديه علم وفضل كثير وفضل كبير.
وحكى شرف الدين، نقيب النّقباء، قال: لما بايعه حجّة الإسلام أبو حامد، محمد ابن محمد الغزالي تلجلج وتوقّف فسألته بعد ذلك عن السبب في في توقّفه مع ما أعرفه من جرأة لسانه، فقال لي: «والله لقد عنيت في نفسي كلاما ألقاه به عند البيعة فلما وقعت عيني عليه بهتّ لجمال صورته فانقطع خاطري».

### من أشعاره
أذاب حر الهوى في القلب ما جمدا... لما مددت إلى رسم الوداع يداً.
وكيف أسلك نهج اصطبار وقد... أرى طرائق في مهوى الهوى قددا.
إن كنت أنقض عهد الحب يا سكني... من بعد هذا فلا عاينتكم أبداً.

### من الشعر الذي قيل فيه
للصارم البطائحي مدحاً:
أصبحت بالمستظهر بن المقتدي... بالله ابن القائم بن القادر
مستعصماً أرجو نوال أكفه... وبأن يكون على العشيرة ناصري
فيقر مع كبري قراري عنده... ويفوز من مدحي بشعر سائر

## مات في عهده
مات في أيامه من الأعلام: أبو المظفر السمعاني ونصر المقدسي وأبو الفرج وشيذلة والروياني والخطيب التبريزي والكيا الهراسي والغزالي والشاشي الذي صنف له كتاب الحلية وسماه المستظهري والأبيوردي اللغوي.

## وفاته
مات المستظهر في يوم الأربعاء 23 من ربيع الآخرى سنة 512هـ، وكانت مدة عمره إحدى وأربعين سنة وستة أشهر وسبعة أيام، وخلافته 24 سنة وثلاثة أشهر وأحد عشر يوما. وفي سيرة مغلطاى مكث في الخلافة 25 سنة وتوفى ليلة الاحد 27 من ربيع الاخر مات بعلة التراقى، وغسله ابن عقيل شيخ الحنابلة وصلى عليه ابنه المسترشد وماتت بعده بقليل جدته أرجوان والدة المقتدي. قال الذهبي: «ولا يعرف خليفة عاشت جدته بعده إلا هذا رأت ابنها خليفة ثم ابن ابنها ثم ابن ابن ابنها». والعجب أنه لما مات السلطان ألب أرسلان مات بعده الخليفة القائم بأمر الله، ثم لما مات السلطان ملكشاه مات بعده الخليفة المقتدي بأمر الله، ثم لما مات السلطان محمود مات بعده الخليفة المستظهر بالله.